# Cycas aenigma
Cycas aenigma — вид саговника, ендемічний для Філіппін, о. Палаван.

## Біоморфологічна характеристика
Стебло прямовисне 50–400 см заввишки, 20–25 см у діаметрі. Листя яскраво-світло-зеленого кольору, 200–290 см завдовжки, яке розташоване на верхівці стебла і підтримуються голими шипуватими листковими ніжками 40–60 см. Кожен листок складається з 150–190 пар ланцетних листочків, що мають суцільний край, в середньому 30–34 см завдовжки.
Це дводомний вид із чоловічими екземплярами, які мають яйцеподібні шишки, приблизно 34 см завдовжки та 16 см завширшки, від кремового до зеленого кольору, а жіночі екземпляри з коричневими повстяними макроспорофілами 36–40 см завдовжки, з шипуватим краєм. 